# 世界原住民廣電聯盟
世界原住民廣電聯盟 （英語：World Indigenous Television Broadcasters Network，简称WITBN），是一个世界原住民族媒体的联盟机构，於2008年由紐西蘭毛利電視台倡导和成立，主要职责为保育與推廣原住民族語言和文化，并提供联盟成员之间的新聞與節目資源交換。联盟成员大多数拥有公共廣播性质。

## 成员
- 臺灣：公共電視文化事業基金會、客家電視台、原住民族電視台
- 泰國：公共电视台
- ：全国原住民电视台（英语：National Indigenous Television）（特别广播服务公司旗下）
- 英国：英國廣播公司蘇格蘭蓋爾語頻道、威爾斯第四台
- 爱尔兰：TG4
- 挪威：挪威廣播公司（萨米语广播）
- 瑞典：瑞典电视台（萨米语节目部）
- 瑞典：瑞典广播电台（萨米语广播）
- 芬兰：芬兰广播公司（萨米语广播）
- 新西兰：毛利電視台（英语：Māori Television）
- 加拿大：原住民族電視網
- 美国：FNX电视网（英语：First Nations Experience）、'Ōiwi TV、Pacific Islanders in Communications